# 復仇三部曲
《復仇三部曲》有兩種含意：

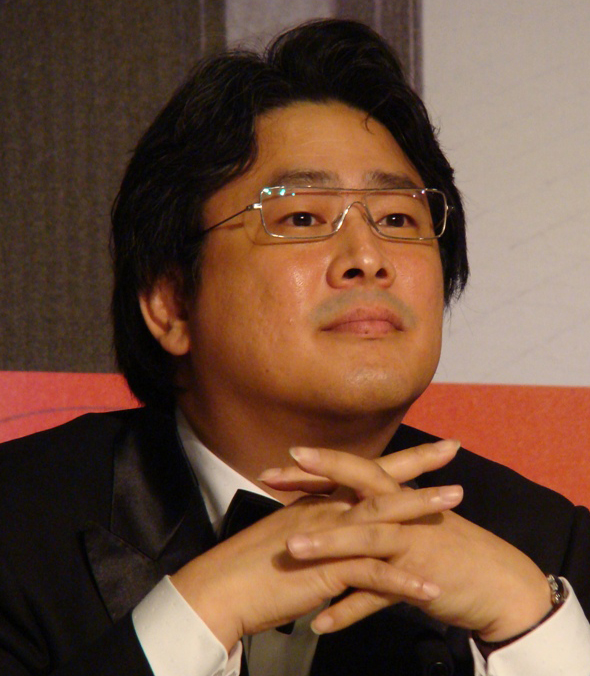
導演朴贊郁

- 韓國著名導演朴贊郁有「復仇」作為主要元素的系列電影，但情節並不相關。分別是：
  - 2002年：《復仇》 (Sympathy for Mr. Vengeance)
  - 2003年：《原罪犯》 (Oldboy)
  - 2005年：《親切的金子》 (Sympathy for Lady Vengeance)

- 金志宇編劇和朴燦弘導演合作的三部韓國電視劇，以「復仇」作為主題，劇情亦無關聯。分別是：[1]
  - 2005年：《復活》（主演：嚴泰雄、韓志旼、蘇怡賢、高周元）
  - 2007年：《魔王》（主演：嚴泰雄、朱智勳、新慜娥）
  - 2013年：《鯊魚》（主演：金南佶、孫藝真、河錫辰、李荷妮）

## 腳註
1. ↑  박찬홍 김지우의 복수극 '상어', '직장의신' 후속 편성 확정 （页面存档备份，存于）